# Brtnice (zámek)
Zámek Brtnice je renesanční zámek ve městě Brtnice okresu Jihlava v kraji Vysočina. Na místě brtnického zámku původně stál vrcholně gotický hrad, který na konci husitských válek začal stavět Zdeněk z Valdštejna a jehož zbytky jsou dodnes patrné na třetím nádvoří. V období renesance dostal zámek definitivní trojdílnou dispozici, kterou si uchoval dodnes.
Po bitvě na Bílé hoře byl zámek zkonfiskován a novým pánem se stal italský rod Collalto. Po konfiskaci collaltovského velkostatku v roce 1945 byl zámek zestátněn, ale protože se pro něj nenašlo využití, začal chátrat. Tato devastace stále pokračuje, jelikož spor o vlastnictví se táhne již od roku 1989 a žádná strana nedosáhla rozhodujícího soudního vítězství.
Zámek chráněn jako kulturní památka.

## Historie
Ve 13. století nedaleko soutoku řek Brtnice a Jihlavy stál hrad Rokštejn, který postupem času přestal vyhovovat, jednak kvůli značné odlehlosti od městečka, jednak kvůli špatné strategické poloze v údolí řeky. Během husitských válek pak došlo ke zhoršení vztahů mezi brtnickými Valdštejny a Jihlavou, a posádka z Rokštejna začala napadat jihlavské kupce a zúčastnila se i přepadení Jihlavy. V odvetě byl mezi roky 1423–1436 Rokštejn dobyt, pobořen a zůstal opuštěný. Zdeněk z Valdštejna tak před rokem 1436 hodlal založit brtnický hrad, proti čemuž se Jihlavští ohradili. Až v roce 1444 se tak výslovně mluví o brtnickém hradu. Je pravděpodobné, že na místě již předtím stávalo jakési menší opevnění nebo hradiště, z něhož se ovšem do dnešní doby nezachoval žádný hmotný ani písemný důkaz. V roce 2022 archeologové však našli nejstarší zeď hradu na třetím nádvoří zámku, nejstarší objekty by měly být ze 14. století, dle nových výzkumů možná i starší.
Původně bezvěžová dispozice byla postupem času obehnána plášťovou zdí s jednou poloválcovou věžicí, vysunutou ze severovýchodního obvodu. Nejstarší palác se nacházel na jihovýchodě a hradba vybíhala od jeho severovýchodního nároží k východu, aby se pak zalomila k severu. Vytvořila tak ozub zastavěný ve druhé fázi, kdy na něj také navázal další palác, přiléhající k východnímu průběhu hradby. Z jihu odděloval hrad od terénu příkop. Do konce 15. století byl hrad na jihu rozšířen o předhradí s mohutnou hranolovou věží, jež byla v renesanci využita jako kuchyně. Po uherských válkách došlo k dílčímu vylepšením opevnění. Na samém sklonku gotického období pak bylo vybudováno vnější opevnění s protáhlými baštami.
Rozsáhlé úpravy a přestavby hradu na renesanční zámek proběhly ve druhé polovině 16. století. Přestavěno a zvýšeno bylo východní palácové křídlo na třetím nádvoří a k němu bylo připojeno severní křídlo s dvoupatrovou loggií. Architektonické prvky přestavby, zejména loggie, mají shodné rysy s pracemi známého italského architekta Baldassara Maggi de Ronio v Telči, Jindřichově Hradci a na zámku Sádek u Moravských Budějovic. V Brtnici mohly přestavby započít snad již za vlády Zdeňka z Valdštejna před rokem 1560, pokračovat za Hynka Brtnického a Kateřiny Zajímačky a ukončeny byly v roce 1593 nebo až 1604, jak svědčí dochované letopočty na osazených kamenných deskách a nadpraží portálu. V této době byly upraveny budovy s průjezdní věží kolem prvního nádvoří, které bylo také s největší pravděpodobností vybudováno až v renesančním období a přestavěny budovy kolem druhého nádvoří. Jeho východní část, otevřená dnes k městu, byla před požárem v roce 1760 též zastavěna a po ohni snesena, podobně jako gotická věž v jižním příčném křídle druhého nádvoří. Zámek dostal v renesanci definitivní trojdílnou dispozici, kterou si uchoval dodnes i po barokních úpravách, při obnově po požáru v roce 1760 i po romantických novogotických přístavbách a přestavbách druhého nádvoří z roku 1842.

### Brtnice za Collaltů

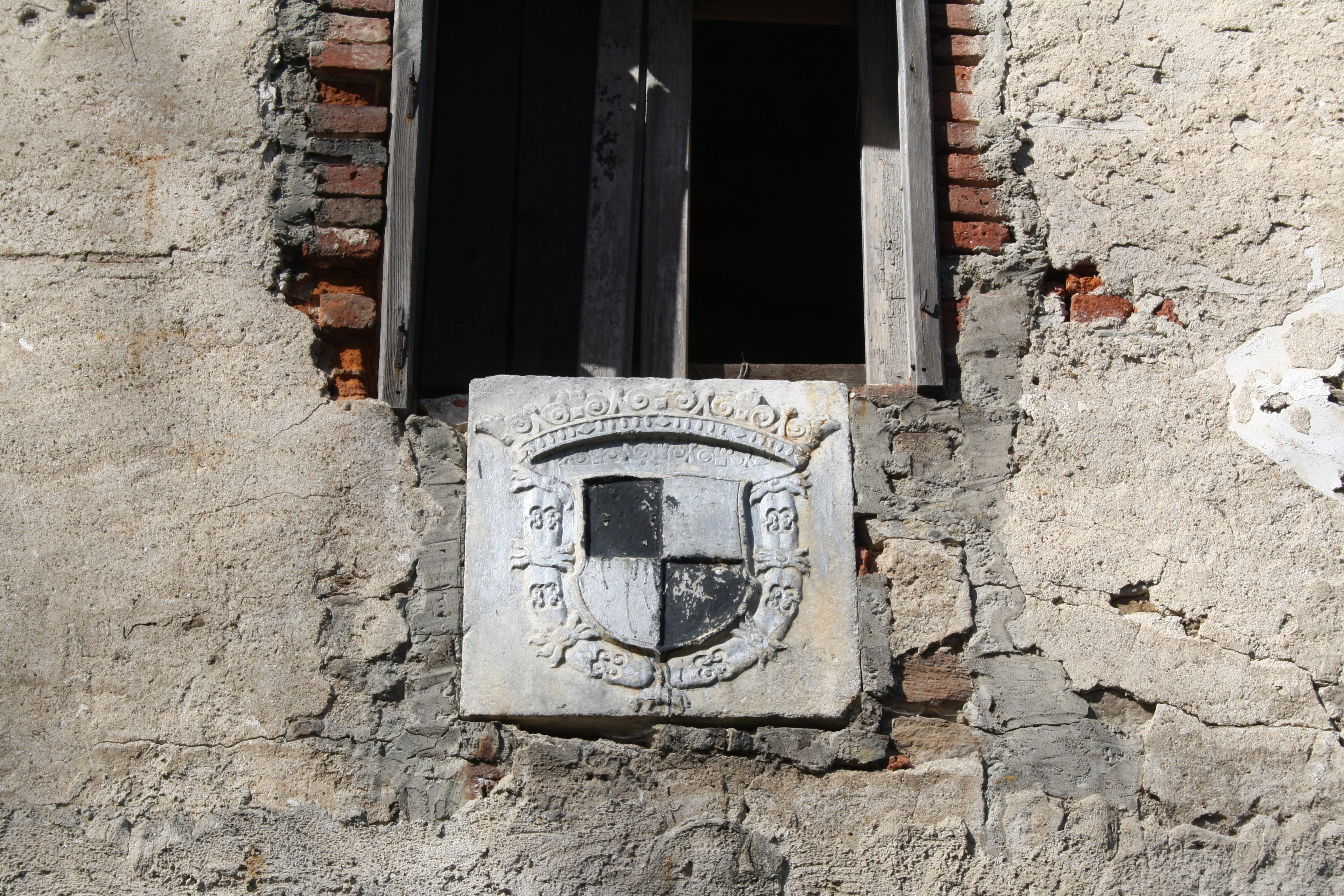
Starý kámen s erbem rodu Collalto

Po Bitvě na Bílé hoře byl brtnický majetek Valdštejnům zkonfiskován, novým pánem se stal Rambaldo XII., zvaný též Veliký (1579–1630), který v roce 1622 od Ferdinanda II. zakoupil za 111 000 tolarů brtnický konfiskát po Zdeňku Brtnickém z Valdštejna, k němu připojil za 68 000 tolarů získané panství Německý Rudolec (dnes Rudolec) a Černá, konfiskát po Rafaelu Chroustenském, a za 10 000 tolarů přikoupil u Brtnice ležící Příseku, původně majetek Jana Vlka Křineckého z Ronova. Z těchto moravských statků vytvořil svou poslední vůlí fideikomis. Thomas Vinciguerra Collalto (1710–1768) připojil k moravskému fideikomisu v roce 1768 Uherčice, Písečné, Slavětín a alodiální Okříšky.

### Stavební úpravy zámecké budovy
Na úpravách interiérů zámku se patrně po roce 1627 podílel na objednávku hraběte Rombalda XIII. z Collalta a San Salvatore císařský architekt Giovanni Battista Pieroni. Přestavoval také kostel na předhradí brtnického zámku. Vlastní stavební práce zde řídil italský stavitel Giovanni Petruzzi. Tito umělci se mohli podílet i na štukové úpravě některých interiérů. Stavební zásahy do organismu zámku však v tomto období nebyly významné. Větší stavební aktivity zde počaly až po smrti Rombalda XIII. (1630), za jeho syna Claudia III. a jeho manželky Marie Isabely de Gonzago (alianční erb se dosud nachází nad vchodem na III. nádvoří). K úpravám, zejména vzniku štuk, došlo pravděpodobně někdy kolem roku 1650, ale další stopy této raně barokní fáze výstavby zcela smazala stavební rekonstrukce zámku prováděná po požáru v roce 1760. Dochovaným dokladem nejstarší barokní etapy je zřejmě pouze parapet studny z roku 1670, přenesený v roce 1935 na třetí nádvoří ze vstupní aleje a patrně i substrukce mostu přes příkop před vstupní věží do prvního nádvoří. Ta byla přebudována v roce 1764. Úpravy budovy mezi II. a III. nádvořím datuje pak deska s letopočtem 1668 a aliančním znakem Antonína Františka Collalta a jeho manželky Marie Terezie z Portia.
Bohatou štukaturu má sál v prvním patře východního palácového křídla, v němž je umístěno 11 rozměrných olejomaleb obrazového cyklu tzv. "Vjezdů habsburských panovníků do Brtnice". Představují návštěvy Ferdinanda II. v roce 1630, Ferdinanda III. roku 1638, Leopolda I. z roku 1679, Josefa I. roku 1701 a Karla VI. v roce 1723. Tato návštěva také dala popud k vytvoření celého cyklu. Obrazy z let 1723–1724 jsou dílem velkomeziříčského malíře Karla Františka Teppera a patří k jeho nejlepším dílům. Cenné jsou zejména jako ikonografický doklad. Zachycují architektonický vývoj zámku i celého městečka Brtnice a jeho jednotlivých stavebních objektů včetně lidové architektury, ale i lidového kroje jihozápadní Moravy z první čtvrtiny 18. století.
Další opravy interiérů i výzdoba stropů novou štukaturou proběhla po požáru v roce 1760 – tehdy dostaly hlavní zámecké budovy definitivní podobu, pouze západní a jižní křídlo II. nádvoří má novogotickou úpravu fasád z roku 1842. Roku 1764 byl na místě starého mostu před první branou postaven nový. V prvním poschodí západního, jižního a východního křídla I. nádvoří vzniklo nové členění místností včetně štukatury některých stropů. Sneseno bylo západní spojovací křídlo III. nádvoří i budova tvořící východní stranu II. nádvoří směrem k městečku, podobně jako hranolová věž v příčném křídle mezi I. II. nádvořím. Tato věž gradovala stanovou střechou zakončenou lucernou s cibulí a představovala do této doby výškovou dominantu zámku a předtím i hradu. Po požáru nebyly obnoveny všechny starší části zámeckého komplexu, došlo zřejmě ke zboření západního křídla u III. nádvoří a budovy kosočtverečného půdorysu, která stávala na jižní straně druhého nádvoří. Mezi severní stranou tohoto odbouraného objektu a hlavní palácovou budovou probíhal příkop.
Na zámku po rozsáhlých stavebních opravách provedených po požáru docházelo po dobu téměř sedmdesáti let jen k dílčím změnám. Měnilo se využití jednotlivých místností, zřizovaly a přestavovaly se hospodářské prostory, vkládaly se dodatečné příčky. Z velkého množství těchto úprav lze snad uvést pouze zaklenutí schodiště u zámeckého rybníka, zbourání a znovu vystavění v menší výšce polozřícené bašty na východní straně zámku v roce 1818, zřízení krytých klenutých spojovacích chodeb v roce 1835 a hlavně snesení jednoho z rondelů v roce 1837. U zámeckých budov nastala kvalitativně nová fáze jejich vývoje v roce 1842. Jihlavský stavitel Jan Rathauský postavil v tomto roce nákladem 2389 zlatých patro nad do té doby přízemním traktem západního křídla II. nádvoří. Budova byla také prodloužena směrem k severu a tak došlo k zastavění dosud volného prostoru někdejšího příkopu. S těmito přestavbami zřejmě souvisí také úprava příčného křídla mezi II. a III. nádvořím. S použitím romantických novogotických architektonických detailů pak bylo upraveno křídlo mezi II. a I. nádvořím. Tím se v podstatě architektonický vývoj na brtnickém zámku uzavřel.

### Brtnická ústřední správa majetku
Sídlem nejvyššího úředníka – vrchního hejtmana moravských collaltských panství a hlavní pokladny byla Brtnice. V letech 1672–1677 byl vrchní hejtman nahrazen regentem, který zastával až do roku 1676 též funkci nejvyššího úředníka v Brtnici. Ve 2. čtvrtině 18. století se ustálil pro vrchního úředníka ústřední správy název vrchní hejtman, po roce 1749 ředitel a od šedesátých let 18. století inspektor. Na začátku 19. století tyto uvedené úřady často splývaly a ve třicátých letech se ustálily a byly rozděleny mezi tři osoby: hospodářského radu, inspektora a vrchního.
Ve 2. čtvrtině 19. století vykonával vrchní správu a dohled nad panstvím brtnickým, Černou-Rudolcem, Uherčicemi, Písečným a rakouskými panstvími hospodářský rada František Habermann, jenž byl nejvyšším řídícím a revizním orgánem a jako externí člen collaltovské dvorní kanceláře ve Vídni tvořil spojovací článek s ústřední správou v Brtnici. V 2. polovině 19. století převzala řídící funkci brtnická ústřední inspekce, které byla podřízena inspekce statků, hlavní pokladna a účetní revident. Od roku 1869 byl pro revizi účtů ustanoven samostatný účetní.
Vrchní hospodářský inspektor v Brtnici měl k ruce jednoho revidenta a jednu pomocnou sílu. Jemu byli podřízeni: pro hospodářské záležitosti hospodářský ředitel v Brtnici, hospodářský ředitel v Uherčicích a správa statku v Písečné, pro lesní agendu lesmistr, který byl současně vedoucím lesního úřadu v Brtnici. V Brtnici sídlil též ústřední důchodní úřad, který se vyvinul z dřívější hlavní pokladny. Důchodní knihy byly vedeny na každém panství samostatně: v Brtnici (r. 1912 důchodní Josef Neworal, statek Okříšky s kontrolorem hospodářským adjunktem Emilem Plavcem), Černé-Rudolci (r. 1912 hospodářský kontrolor Karl Pražák) a Uherčicích (r. 1912 důchodní Emil Tutta v Uherčicích, hospodářský kontrolor Oskar Schiller v Písečné) a teprve od roku 1921 centrálně. Představeným důchodního úřadu byl důchodní, který byl podřízen ústřednímu hospodářskému inspektorovi (hospodářskému radovi). Dlouholetým vrchním inspektorem (vrchním hospodářským radou) byl Leopold Klusáček, který měl k ruce jednoho revidenta a jednoho kanclistu.
Provozní hospodářská správa sestávala ze 4 správních obvodů: 1. hospodářské ředitelství v Uherčicích se správou statku v Písečném, 2. správa statku v Okříškách, 3. hospodářská správa v Brtnici, 4. hospodářská správa na statku Karlíně u Opatova. V roce 1912 vedl hospodářské ředitelství v Brtnici hospodářský ředitel Viktor Nagl, který se do Brtnice vrátil po dlouholetém působení hospodářského ředitele v Uherčicích, hospodářským ředitelem v Uherčicích se stal Jakob Sejkora, bývalý správce statku v Písečném (převzal po něm Adolf Billina). Správu statku Okříšky vykonával správce Franz Matouschek, správu statku v Brtnici Adolf Lendl a správu statku v Přísece Anton Mezera, na dvoře v Černé lesmistr a představený dvora Gustav Haloun s hospodářským správcem Josefem Billinou.
Jako ústřední orgán pro správu lesů fungoval v Brtnici lesní úřad řízený lesmistrem (později vrchním lesmistrem). Jemu podléhala lesní správa v Černé (sídlící později v Rudolci) v čele s lesním správcem (či lesním pojezdným) Friedrichem Wiskocilem (r.1912), v Uherčicích vedl správu lesů dlouhodobě Ernest Nass, nejprve jako hospodářský správce, později lesní pojezdný a od roku 1896 již jako lesmistr, kterému byli v r. 1912 podřízeni revírníci na Frejštejně, Mitrovicích a Uherčicích, dále pak lesní pojezdný a lesní příručí v Písečném.
| Hospodářská inspekce v Brtnici    |                   | Správa panství Černá-Německý Rudolec   |                    |
| --------------------------------- | ----------------- | -------------------------------------- | ------------------ |
| Hospodářský inspektor             | Ferdinand Popelak | Hospodářský ředitel                    | Andreas Piringer   |
| Účetní                            | Franz Řezníček    | Hospodářský kontrolor                  | Franz Schlapal     |
| Hospodářský kontrolor             | Wilhelm Plavetz   | Ekonomický volontér                    | Emilian Tutta      |
|                                   |                   | Lesní pojezdný                         | Ferdinanad Frenzel |
| Hospodářské ředitelství v Brtnici |                   | Správa panství Uherčice                |                    |
| Hospodářský ředitel               | Thomas Billina    | Hospodářský inspektor v Brtnici        | Ferdinand Popelak  |
| Důchodní                          | Georg Tutta       | Hospodářský ředitel v Uherčicích       | Franz Siegl        |
| Kontrolor důchodního úřadu        | Alphons Schickl   | Důchodní                               | Eduard Tichy       |
| Správce sýpky v Přísece           | Johann Kautny     | Hospodářský adjunkt                    | Jakob Sejkora      |
| Hospodářský pojezdný              | Viktor Nagl       | Ekonomický volontér                    | Carl Hardt         |
| Hospodářský adjunkt               | Franz Matouschek  | Lesní pojezdný                         | Anton Svaton       |
| Ekonomický volontér               | Julius Weležka    |                                        |                    |
| Lesní úřad v Brtnici              |                   | Správa statku v Písečném se Slavětínem |                    |
| Lesmistr                          | Adolph Zimmermann | Hospodářský inspektor v Brtnici        | Ferdinand Popelak  |
| Účetní lesního úřadu              | August Körber     | Hajný                                  | Alexander Schickl  |
| Správa statku v Okříškách         |                   |                                        |                    |
| Správce statku                    | Leopold Klusáček  |                                        |                    |
| Hospodářský adjunkt               | Joseph Nevoral    |                                        |                    |

Teprve pozemková reforma si vynutila změny jak ve správách jednotlivých velkostatků, tak i ve správě ústřední. Po reorganizaci příslušela administrativní správa a nejvyšší vedení všech velkostatků ústřednímu ředitelství v Brtnici, kterému byly podřízeny všechny správní, revizní a účetní úřady. Uvedená správní organizace trvala až do konce druhé světové války. Oktavian Collalto vedl správu svých velkostatků sám až do počátku roku 1946, kdy byl všechen jeho majetek zkonfiskován a uvalena na něj národní správa. Brtnický národní správce byl představeným pro národní správce ostatních bývalých collaltovských velkostatků.

### Pozemková reforma
Celý majetek hraběte Emanuela Collalto et San Salvatore na území nové republiky zařadil Státní pozemkový ústav už v roce 1921 do prvního období prováděné pozemkové reformy. Jednalo se o celý velkostatek Brtnice-Okříšky-Pokojovice se dvorem Přímělkov, dvorem Střížov (ze dvora Okříšky jen do 50% výměry), o celý velkostatek Uherčice s Písečnou se Slavětínem a celý velkostatek Něm. Rudolec-Černá. V červenci 1922 jmenoval předseda Státního pozemkového úřadu pro zabrané objekty přídělového komisaře Jaroslava Paška.
Provádění pozemkové reformy na velkostatcích Něm. Rudolec-Černá, Okříško-Brtnice a Vel. Meziříčí. Za účelem provedení akce přídělové na velkostatcích Něm. Rudolec-Černá, Okříško-Brtnice (majitel Collatto Em. a San Salvator) a Vel. Meziříčí (majitel František Harrach) byl vyslán z obvodové úřadovny Státního pozemkového úřadu exponovaný komisař p. Jaroslav Pašek, který úřaduje ve Vel. Meziříčí v soudní budově v I. poschodí. Informace lze obdržeti u komisariátu ve Vel. Meziříčí, a to pouze ve dnech, určených pro strany, jimiž jsou středa a pálek, od 10—12 hodin dopoledne.
Venkov, 31. srpna 1922
Přídělové řízení rozparcelovaných pozemků velkostatku Brtnice a Okříšky zahájil Státní pozemkový úřad ve Velkém Meziříčí na začátku února 1923. Jednalo se o pozemky s celkovou rozlohou 78,133 ha (z toho 61,748 ha polí, 7,827 ha luk, 0,0118 ha zahrad, 3,941 ha pastvin a 4,603 ha rybníků) ležící v soudním a politickém okrese Třebíč v kat. obcích: Heraltice, Petrovice, Pokojovice a Okříšky. Žádosti na úředních formulářích přijímal komisař pozemkového úřadu do 26. února 1923.
Přihláškové řízení na velkostatku Černá-Německý Rudolec bylo zahájeno 10. ledna 1923 a končilo dnem 22. ledna 1923. Jeho předmětem se staly zámek s hospodářskými budovami v Německém Rudolci, zámek s hospodářskými budovami v Černé a hostinec v Černé, dále pozemky o celkové výměře 281,1502 ha (z toho 218,1262 ha polí, 48,6573 ha luk, 2,5450 ha zahrad, 48,6573 ha luk, 2,5450 ha zahrad, 6,3638 ha pastvin, 0,1205 ha lesů, 2,1048 ha rybníků a 3,2326 ha ostatní půdy) v katastrálních obcích: Arnolec, Černá, Jersín, Chlumek, Měřín, Německý Rudolec a Stáj v soudních okresech Velké Meziříčí a Žďár nad Sázavou, v politických okresech Velké Meziříčí a Nové Město na Moravě.
V březnu roku 1925 započal Státní pozemkový úřad v Jihlavě přídělové řízení na velkostatku Brtnice. Jednalo se o příděl:
- vytvořených zbytkových statků: Brtnice, Příseka, Petrovice, Hynkov, Karlín (u Opatova) a Kněžice,
- zámku v Brtnici a
- zámku v Kněžicích,
- pivovaru v Brtnici,
- lihovaru v Karlíně u Opatova a
- rozparcelovaných pozemků v kat. obcích soudního a politického okresu Jihlava a Třebíč: Brtnice, Brodce, Dol. Bítovčice, Číchov, Chlístov, Jestřebí, Komárovice, Kněžice, M. Brtnička, Petrovice, Pokojovice, Opatov, Předín, Příseka, P. Lhota, Radonín, Dolní Smrčné, Uhřínovice. Lhůta k podávání žádostí trvala do 12. dubna 1925.[15]

Do smrti knížete Emanuela Collalto byla provedena pozemková reforma pouze na velkostatku Černá a Rudolec, o něž Collaltové prakticky přišli. Z jeho rozlohy bylo 991 hektarů rozparcelováno a 145 hektarů půdy spolu s rudoleckým a černickým zámkem bylo v roce 1923 přiděleno jako zbytkový statek Ladislavu Růžičkovi, který jej začal rozprodávat.
Velkostatek Brtnice vstupoval do pozemkové reformy s celkovou výměrou 6501,98 ha, se 13 dvory a s 8 polesími. Z toho 7 dvorů bylo rozparcelováno úplně a ze 6 dvorů utvořil Státní pozemkový úřad zbytkové statky. Zbytkový statek o výměře 57 ha byl vytvořen i ze dvora v Přísece a byl prodán Václavovi Bémovi. Dvůr Uhřínovice byl rozparcelován zcela. Majiteli knížeti Manfrédu Collaltovi byl ponechán zámek Kněžice se 3 dvory a půdou o celkové výměře 489 ha a 4912 ha lesního hospodářství. Pivovar v Brtnici pozemkový úřad odprodal a lihovar v Karlíně byl združstevněn.
Zámek v Brtnici se nacházel ještě v roce 1934 v záboru, teprve po složitých soudních řízeních se mohl v roce 1935 kníže Oktavian Collalto et San Salvatore na zámek přestěhovat. V témže roce byla také přenesena barokní kašna tzv. Zlatá studna od pramene v aleji před zámkem na třetí nádvoří a založen brtnický skautský chlapecký oddíl (později i dívčí), jehož starostou se stal kníže Oktavian Collalto (1906–1973) a jeho děti, dcera Alexandra (1930–1996) a syn Freddy (Manfred 1932–2004), nejmladšími členy oddílu. Po jeho rozpuštění v roce 1940 poskytl kníže Oktavian Collalto oddílu finanční prostředky ve výši 100 000 Kčs pro účely jeho dalšího pokračování.
Do konce světové války byl zámek v plném lesku, ale od převratu rok od roku pustne. Nynější majetník sídlí v druhém zámku, v Uherčicích, kam byla odvezena většina cenných věcí. V poslední době byl odvezen i velmi vzácný archiv — do Brna. Ze 110 komnat zámku je dnes většina pustých. Zbývá jen krásná obrazárna, tzv. „sál vjezdů“, s nádherně zdobeným stropem a ohromnými obrazy, které představují vzácné návštěvy v zámku a na nichž vidíme, jak dříve Brtnice vypadala. V sále rodinném, skoro nepřístupném, jsou vzácné portréty Collaltů.
Letem světem, 31.07.1934
V roce 1935 zbyla knížeti Manfredovi Collalto z brtnického velkostatku třetina luk (93 ha), zámecké zahrady (11 ha), kolem poloviny rybníků (51 ha), většina pastvin a polí byla rozparcelována, takže se majiteli vrátilo jen 29 ha pastvin a 290 ha polí, 9 ha nedaněné půdy, 7 ha stavební půdy a 3 ha neplodné půdy. Z lesů nakonec obdržel 4182 ha, jelikož zestátnění se týkalo především lesů při rakouské státní hranici na uherčickém velkostatku.

### Konfiskace majetku
Změny v dalších osudech brtnického zámku přinesl rok 1945, neboť na základě dekretu prezidenta republiky z 21. června 1945 12/45 Sb. došlo ke konfiskaci collaltovského velkostatku včetně zámku a dosavadní majitel Oktavián z Collalta a San Salvatore se odstěhoval v roce 1947 s rodinou do Itálie.
Osobní majetek rodiny Collaltů připadl obci, která jej rozprodala zájemcům. Ze sto hektarů rozlohy brtnického velkostatku byly na základě návrhu rolnické komise MNV v Brtnici dány 4 ha do užívání zahrádkářům a 6 ha mělo sloužit k veřejným účelům. Zbývajících 90 ha z velkostatku Brtnice spolu s další půdou po židovském obyvatelstvu přidělil zemědělský referent Moravskoslezského zemského národního výboru A. Kekus v červenci 1947 zemědělskému výrobnímu družstvu v Brtnici, k jehož ustanovení došlo 6. března 1947. Družstvo řídilo představenstvo a dozorčí rada, přičemž veškerou správní agendu zastával vedoucí hospodář Leopold Lafuntál, bývalý správce velkostatku Brtnice. Družstvo obdrželo též 70 kusů hovězího dobytka, 60 kusů vepřového dobytka a 10 koní.
Do okresní rolnické komise byli navrženi jako funkcionáři tito zástupcové uchazečů: Ing. Kubík, Jihlava, Ing. Kremer, Luka n./Jihl., Ing. Sob, Jihlava, František Kožich, Třešť, Josef Pejřimovský, Vilánec, Jaroslav Němec, Pístov, Leopold Lafuntál, Brtnice, Josef Kocman, Luka n./Jihl., František Plavec, Kněžice, Matěj Ďásek, Luka n./Jihl. a Josef Bílý, Třešť. - Zemědělské oddělení sekretariátu KSČ
Kladivo a srp: časopis komunistické strany Československa na Jihlavsku, 26.07.1945
Pro rozsáhlý objekt zámku se však nenašlo vhodné využití, a tak sloužil jako depozitní prostory, sklady a byty a postupně chátral. V posledních letech totalitní éry byl zámek převeden na Stavební bytové družstvo Svébyt. Jeho tehdejší předseda Oleg Rybnikář po revoluci postupně zámek převedl na několik společností, v nichž byl statutárním zástupcem. Poslední z nich, Nadace Svébyt, se dodnes soudí s původním majitelem, Stavebním bytovým družstvem Svébyt v likvidaci. Tato kauza už prošla všemi stupni soudů včetně Nejvyššího, jenže po vítězství jedné strany se druhá odvolala a tato situace trvá dodnes.

### 21. století

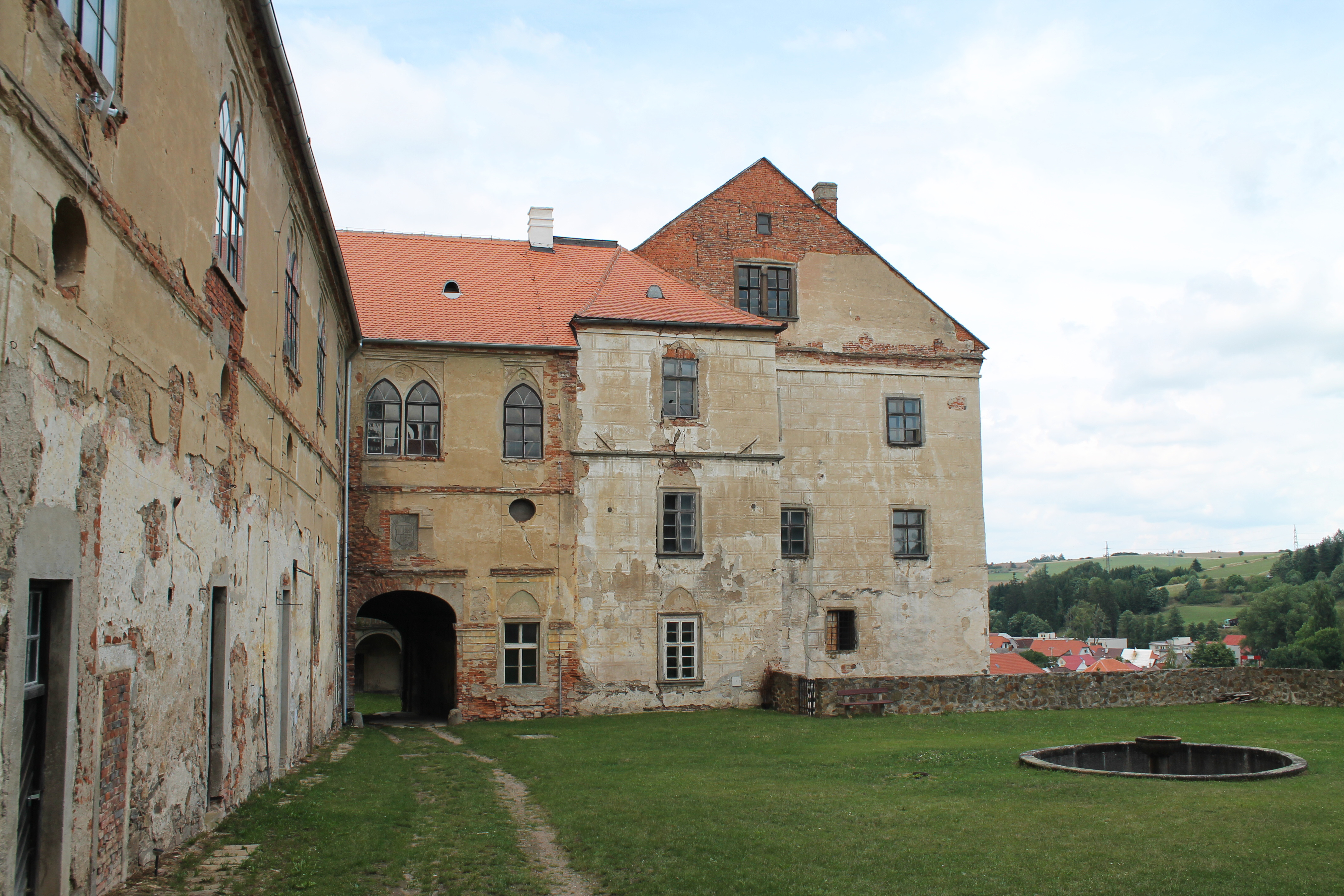
Druhé zámecké nádvoří

Zámek je v havarijním stavu. V současné době[kdy?] jej má od Nadace Svébyt, kterou vede Oleg Rybnikář, pronajatý firma Opus Moraviae, jejímž cílem je zámek opravit a zpřístupnit veřejnosti. Dne 1. března 2012 soud přiřkl vlastnictví zámku Nadaci Svébyt, ovšem likvidátor Stavebního bytového družstva Svébyt v likvidaci, které bylo do té doby majitelem, Tomáš Zachat, podal na podzim téhož roku dovolání k Nejvyššímu soudu.
Zámek byl od června 2011 poprvé v historii zpřístupněn veřejnosti, přičemž přípravy na otevření zámku začaly už v lednu. Zpřístupněny byly některé části zámku, z mobiliáře se dochoval pouze prvorepublikový biliárový stůl vykládaný mramorem. Z výzdoby se pak dochovaly zbytky štuků a maleb od Baldassara Maggiho, který se podílel i na přestavbě zámku v Telči. Na přelomu června a července však musel být zámek z důvodu popadaných větví uzavřen. Kastelán zámku zároveň zveřejnil první údaje o návštěvnících – během června, kdy byl přístupný pouze o víkendech, zámek navštívilo více než 500 návštěvníků. Na přelomu července a srpna se za pomoci Hnutí Brontosaurus započalo s obnovou hradní zahrady. Dne 22. září téhož roku došlo k havárii a zřícení střechy prvního nádvoří zámku, která předčasně ukončila první sezonu zámku, během které zámek navštívilo přibližně 2 200 návštěvníků. Nedlouho poté předseda správní rady společnosti Opus Moraviae Petr Řehořka připustil možnost ukončení nájemní smlouvy a opuštění zámku. K tomu nakonec nedošlo. Plány na opravy se začaly objevovat na začátku října a šlo o dva typy – provizorní, které by vyšly na stovky tisíc korun nebo definitivní, který by stál několik milionů. Majitel zámku také oslovil vedení kraj a ministerstvo kultury se žádostí o dotace na opravy a zároveň se rozeběhly nutné opravy střech. Mezitím nařídil Stavební úřad Brtnice majiteli zámku zabezpečení objektu, aby zřícenou střechu mohli prohlédnout archeologové z Muzea Vysočiny a z Archeologického ústavu Akademie věd. Na konci října vedení kraje přislíbilo přispět na opravy zámku částkou 300 000 korun. Dne 8. listopadu 2011 pak tuto dotaci vázanou na opravu střechy odsouhlasilo krajské zastupitelstvo. Částkou 140 000 korun pak přispělo město Brtnice a 250 000 korun poslalo ministerstvo. Podmínkou krajské dotace byla výstavba krovu do konce roku 2011. Z důvodu chybějících 200 000 korun však nemohla být zakoupena střešní krytina a střechu zámku tak chránila pouze provizorní plachta. V květnu 2012 byl zámek znovu otevřen veřejnosti, ovšem přístup byl možný pouze po předchozí domluvě. Dne 26. prosince byl zámek otevřen v rámci tzv. zimní sezony, která trvala do 1. ledna 2013. Opravy zámku jen za rok 2012 si vyžádaly 1,14 milionu korun.
V roce 2014 se opravy zámku rozeběhly nanovo, tentokrát pod vedením společnosti Zámek Brtnice. Zároveň sem byla umístěna mj. expozice Brtnických kovadlin. V roce 2015 bylo oznámeno, že majitel zámku se snaží získat první část z celkem potřebných několika set milionů korun z evropských fondů. Také proběhla jednání s městem Jihlavou, kdy zámek měl být zařazen Integrovaného plánu rozvoje územní jihlavské sídelní aglomerace. Zámek do tohoto plánu z několika důvodů zařazen nebyl. Další peníze chce majitel zámku získávat veřejnou sbírkou, od sponzorů či z pronájmů. Majitel zámku by na zámku rád provozoval minipivovar, restauraci, vinárnu, ubytování, školící středisko či další služby.
V roce 2019 byly do budovy zámku osazena nová okna. V příštích letech má rekonstrukce pokračovat. V roce 2020 Národní památkový ústav rozhodl, že nebudou majiteli letu přiděleny dotace. Důvodem bylo to, že v roce 2019 byly provedeny nepovolené stavební úpravy, byly vybourány středověké zdi v prvním podzemním podlaží. Majitel zámku však prohlásil, že tyto úpravy neprovedl on, ale pronájemce daného prostoru. Dle památkářů je potřeba, aby byla zajištěna statika zámku, nejen vyměněna okna, jako v předchozích letech.
V roce 2021 bylo oznámeno, že Spolek Zámek Brtnice hledá investory pro koupi zámku, ti si však v témže roce koupi rozmysleli. V roce 2022 by měl začít archeologický průzkum zámku a v roce 2023 by mělo být odvodněno třetí nádvoří.
V roce 2022 proběhl archeologický výzkum třetího nádvoří, kde archeologové pátrali po starých odvodňovacích šachtách. Následně bude pokračovat rekonstrukce zámku, který je již několik let nabízen k prodeji.
V květnu 2021 Zastupitelstvo města Brtnice rozhodlo o odkupu 552 m² tzv. dolního zámeckého parku od Nadace Svébyt. V březnu 2022 Zastupitelstvo města Brtnice schválilo uzavření smlouvy o smlouvě budoucí kupní mezi městem Brtnice a Nadací Svébyt.
V roce 2022 proběhl archeologický výzkum třetího nádvoří zámku, ve sklepení se však dlouhodobě drží voda a tak nejspíš nebude moci dojít k opravě. Dřívější stěny obsahují mnoho betonu a tak nedochází ke správnému odvětrání.

## Stavební podoba

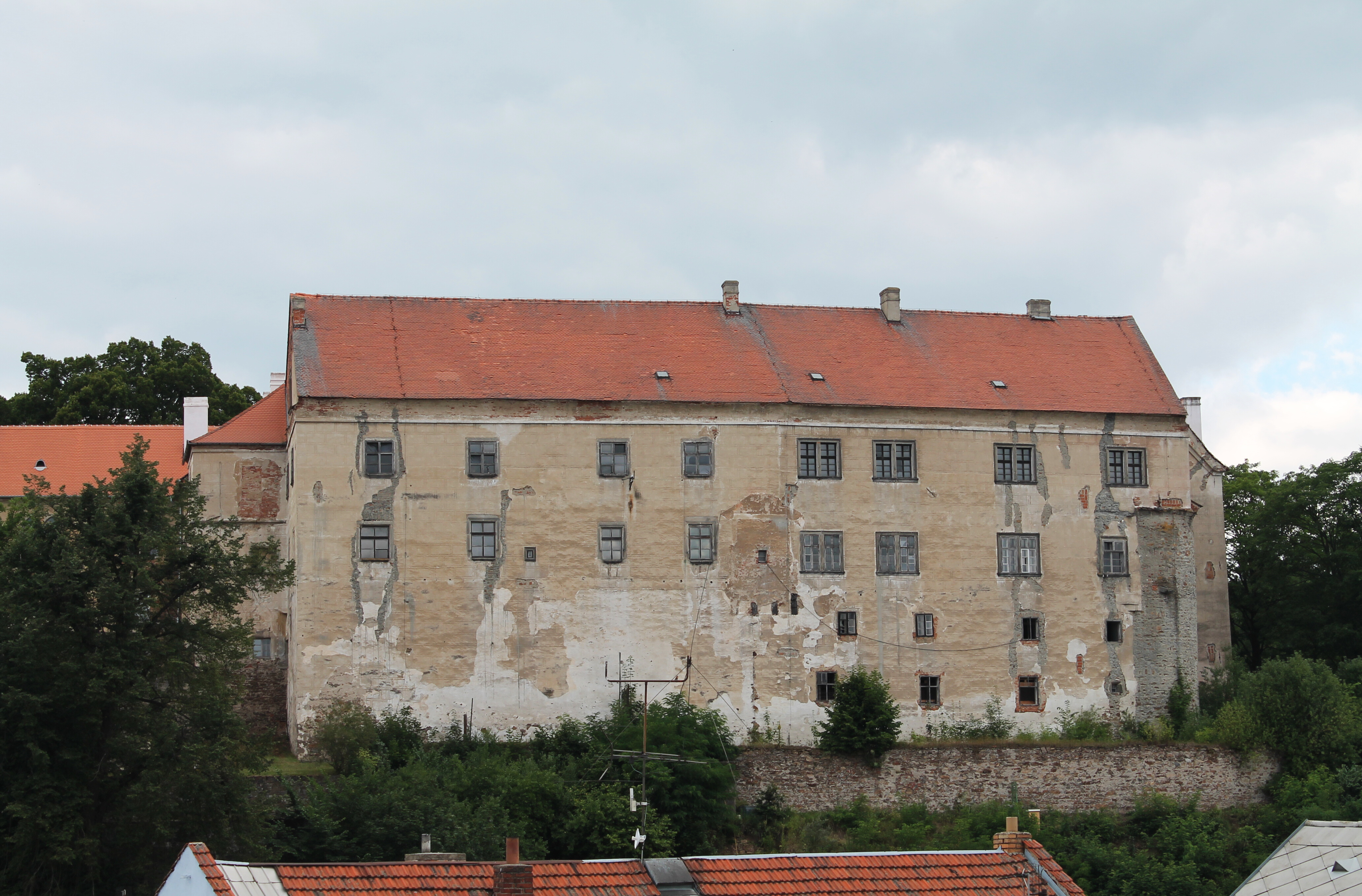
Palác na třetím nádvoří

Brtnický zámek se nachází v Kraji Vysočina v okrese Jihlava nedaleko centra města Brtnice. Stojí na ostrožné, na levém břehu řeky Brtnice a tvoří hlavní dominantu města. K celému komplexu patří horní zámecká zahrada ohraničená zdí a bránou, a dolní zámecká zahrada s rybníkem.
Zámek má protáhlý půdorys, jediná příjezdová cesta vede na jih přes kamenný mostek, prochází horní zámeckou zahradou a historickou bránou, načež ústí do ulice Horní město. Komplex se skládá ze tří nádvoří: do prvního se vstupuje přes čtyřbokou věž ohraničenou cimbuřím, která je nejvýraznějším znakem celého zámku. Zbytek jižní stany a celého prvního nádvoří uzavírají budovy, na východní straně se pak nachází polokruhová bašta spojená s budovou. Druhé nádvoří je ze tří čtvrtin uzavřené, pouze východní strana směrem k městu je široce otevřená. Mezi druhým a třetím nádvořím jsou z vnější strany další dvě bašty. Třetí nádvoří je částečně z jedné čtvrtiny otevřené, na západní straně se místo budovy nachází hradba.